# Björfjäll
Björfjäll är en by i Solberga socken i Kungälvs kommun, Bohuslän. Den ligger sex kilometer öster om Kode.